# Gran Premio de Australia
El Gran Premio de Australia es una carrera de automovilismo de velocidad que se disputa actualmente en el Circuito de Albert Park de la ciudad de Melbourne, Australia. Se corre desde 1928 con distintos tipos de monoplazas, pero entró a formar parte del calendario de la Fórmula 1 en 1985, cuando se disputó en el circuito callejero de Adelaida.
Considerando únicamente las ediciones válidas para el Campeonato Mundial de Fórmula, el piloto con más victorias en el Gran Premio de Australia es Michael Schumacher con cuatro, seguido de Jenson Button y Sebastian Vettel con tres. Contabilizando todas las carreras, Lex Davison empata con Schumacher al vencer en cuatro oportunidades, y ocho pilotos cuentan con tres triunfos, entre ellos el australiano Jack Brabham.

## Carreras célebres
Las carreras más recordadas en este circuito son las de 1986 y 1989. 
En 1986, Nigel Mansell y Nelson Piquet, con vehículos Williams; y Alain Prost en un McLaren comparativamente menos potente, estaban disputándose el título de la temporada en esta última carrera del campeonato. Mansell necesitaba solo un tercer puesto mientras que Prost y Piquet necesitaban ganar y que Mansell no alcanzara el tercer puesto para llevarse el título. Luego de ir de primero por varias vueltas, el Williams de Mansell sufrió una espectacular falla mecánica, donde el metal de la rueda trasera tocó el suelo generando una lluvia de chispas. Mansell luchó hasta lograr detener el vehículo de manera segura. Prost tomó la delantera y ganó la carrera y el campeonato. Prost también estuvo muy cerca de retirarse; su vehículo se quedó sin combustible segundos después de ver la bandera a cuadros. 
En 1989, Satoru Nakajima estaba a una vuelta del vencedor, cuando hizo la vuelta rápida siendo 7 segundos más rápido que sus rivales hasta que alcanzó a Riccardo Patrese 23 vueltas después. Patrese estaba 3 vueltas antes a 25 segundos de Nakajima.

## Historia reciente
En 1996, la carrera se mudó al circuito Albert Park, en Melbourne.
En 2001 se produjo una tragedia, cuando una rueda se soltó al chocar los vehículos de Ralf Schumacher y Jacques Villeneuve y alcanzó a un comisario produciéndole la muerte.
En 2002, el corredor australiano Mark Webber logró una proeza al llegar de quinto en su vehículo Minardi debutante y no competitivo, aprovechando la mala suerte de otros pilotos que chocaron en la primera vuelta. Tanto Webber como el australiano Paul Stoddart, dueño de Minardi se convirtieron en celebridades y recibieron ese año más atención que el ganador de la carrera, Michael Schumacher. La colisión múltiple en la primera vuelta está en el primer puesto de colisiones múltiples de la curva 1, superando a la colisión múltiple de la versión de 2008 con 5 eliminados en colisión y a la de la versión de 2023, en donde dejaron 4 pilotos eliminados.
En 2003, Juan Pablo Montoya perdió la carrera a 13 vueltas del final luego de realizar un trompo en la primera curva. La carrera fue ganada por David Coulthard.
Michael Schumacher volvió a ganar en 2004, delante de su compañero, Rubens Barrichello, presagiando una temporada de dominación de Ferrari. Sin embargo, en 2005 sufrió un accidente al no dejarse adelantar por Nick Heidfeld tras partir retrasado en la parrilla de salida, siendo el vencedor de ese año el romano Giancarlo Fisichella.
En 2006, el campeón del mundo de 2005, el español Fernando Alonso, logró su décima victoria, acentuando su posición de liderato en lo alto de la tabla, y, un año después, solo pudo quedar segundo con su nuevo MP4-22 de McLaren, tras Kimi Räikkönen, que conseguía esta victoria montado sobre un Ferrari.
En 2008, Lewis Hamilton logró su quinta victoria, en una carrera donde solo terminaron 7 coches (6 contando la descalificación de Rubens Barrichello), siendo la tercera en la historia de la Fórmula 1 en la que terminan menos coches.
Desde 2009, por decisión de Bernie Ecclestone, el Gran Premio de Australia se disputa a las 17:00 (en vez de a las 14:00 como la mayoría de las carreras) para favorecer la audiencia por televisión en Europa. Además, se confirmó que Melbourne continuará organizando la prueba al menos hasta 2015.
En 2020 y 2021, no se disputó el Gran Premio, debido a las restricciones sanitaras como consecuencia de la pandemia de COVID-19.
En 2023, el neerlandés Max Verstappen logró su victoria accidentada, tras el accidente de Kevin Magnussen que perdió la rueda y una posterior devastadora colisión múltiple a solo dos vueltas de terminar la carrera, originándose tres banderas rojas, siendo la primera en la historia de la Fórmula 1 en la que terminan con tres o más banderas rojas en una misma carrera.
En 2024, la victoria se la llevó el piloto español, Carlos Sainz Jr.. Carrera tranquila en la que el madrileño no tuvo rival al frente, al ponerse líder de la carrera en la segunda vuelta tras adelantar a Max Verstappen, quién terminó abandonando. Tercera victoria de Sainz en la Fórmula 1, que llega dos semanas después de su operación de apendicitis que le apartó del Gran Premio de Arabia Saudita.

## Ganadores
- Las carreras que no formaron parte del campeonato de Fórmula 1 aparecen señaladas con un fondo de color rosado.

| Año        | Piloto                                                                         | Constructor                                                                    | Circuito                                                                       | Resultados                                                                     |
| ---------- | ------------------------------------------------------------------------------ | ------------------------------------------------------------------------------ | ------------------------------------------------------------------------------ | ------------------------------------------------------------------------------ |
| 1928       | Arthur Waite                                                                   | Austin                                                                         | Phillip Island                                                                 | Resultados                                                                     |
| 1929       | Arthur Terdich                                                                 | Bugatti                                                                        | Phillip Island                                                                 | Resultados                                                                     |
| 1930       | Bill Thompson                                                                  | Bugatti                                                                        | Phillip Island                                                                 | Resultados                                                                     |
| 1931       | Carl Junker                                                                    | Bugatti                                                                        | Phillip Island                                                                 | Resultados                                                                     |
| 1932       | Bill Thompson (2)                                                              | Bugatti                                                                        | Phillip Island                                                                 | Resultados                                                                     |
| 1933       | Bill Thompson (3)                                                              | Riley                                                                          | Phillip Island                                                                 | Resultados                                                                     |
| 1934       | Bob Lea-Wright                                                                 | Singer                                                                         | Phillip Island                                                                 | Resultados                                                                     |
| 1935       | Les Murphy                                                                     | MG                                                                             | Phillip Island                                                                 | Resultados                                                                     |
| 1936       | No se disputó.                                                                 | No se disputó.                                                                 | No se disputó.                                                                 | No se disputó.                                                                 |
| 1937       | Les Murphy (2)                                                                 | MG                                                                             | Victor Harbor                                                                  | Resultados                                                                     |
| 1938       | Peter Whitehead                                                                | ERA                                                                            | Mount Panorama                                                                 | Resultados                                                                     |
| 1939       | Alan Tomlinson                                                                 | MG                                                                             | Lobethal                                                                       | Resultados                                                                     |
| 1940- 1946 | No se disputó debido a la Segunda Guerra Mundial                               | No se disputó debido a la Segunda Guerra Mundial                               | No se disputó debido a la Segunda Guerra Mundial                               | No se disputó debido a la Segunda Guerra Mundial                               |
| 1947       | Bill Murray                                                                    | MG                                                                             | Mount Panorama                                                                 | Resultados                                                                     |
| 1948       | Frank Pratt                                                                    | BMW                                                                            | Point Cook                                                                     | Resultados                                                                     |
| 1949       | John Crouch                                                                    | Delahaye                                                                       | Leyburn                                                                        | Resultados                                                                     |
| 1950       | Doug Whiteford                                                                 | Ford                                                                           | Nurioopta                                                                      | Resultados                                                                     |
| 1951       | Warwick Pratley                                                                | George Reed-Ford                                                               | Narrogin                                                                       | Resultados                                                                     |
| 1952       | Doug Whiteford (2)                                                             | Talbot-Lago                                                                    | Mount Panorama                                                                 | Resultados                                                                     |
| 1953       | Doug Whiteford (3)                                                             | Talbot-Lago                                                                    | Albert Park                                                                    | Resultados                                                                     |
| 1954       | Lex Davison                                                                    | HWM-Jaguar                                                                     | Southport                                                                      | Resultados                                                                     |
| 1955       | Jack Brabham                                                                   | Cooper-Bristol                                                                 | Port Wakefield                                                                 | Resultados                                                                     |
| 1956       | Stirling Moss                                                                  | Maserati                                                                       | Albert Park                                                                    | Resultados                                                                     |
| 1957       | Lex Davison (2) Bill Patterson                                                 | Ferrari                                                                        | Caversham                                                                      | Resultados                                                                     |
| 1958       | Lex Davison (3)                                                                | Ferrari                                                                        | Mount Panorama                                                                 | Resultados                                                                     |
| 1959       | Stan Jones                                                                     | Maserati                                                                       | Longford                                                                       | Resultados                                                                     |
| 1960       | Alec Mildren                                                                   | Cooper-Maserati                                                                | Lowood                                                                         | Resultados                                                                     |
| 1961       | Lex Davison (4)                                                                | Cooper-Climax                                                                  | Mallala                                                                        | Resultados                                                                     |
| 1962       | Bruce McLaren                                                                  | Cooper-Climax                                                                  | Caversham                                                                      | Resultados                                                                     |
| 1963       | Jack Brabham (2)                                                               | Brabham-Climax                                                                 | Warwick Farm                                                                   | Resultados                                                                     |
| 1964       | Jack Brabham (3)                                                               | Brabham-Climax                                                                 | Sandown                                                                        | Resultados                                                                     |
| 1965       | Bruce McLaren (2)                                                              | Cooper-Climax                                                                  | Longford                                                                       | Resultados                                                                     |
| 1966       | Graham Hill                                                                    | BRM                                                                            | Lakeside                                                                       | Resultados                                                                     |
| 1967       | Jackie Stewart                                                                 | BRM                                                                            | Warwick Farm                                                                   | Resultados                                                                     |
| 1968       | Jim Clark                                                                      | Lotus-Cosworth                                                                 | Sandown                                                                        | Resultados                                                                     |
| 1969       | Chris Amon                                                                     | Ferrari                                                                        | Lakeside                                                                       | Resultados                                                                     |
| 1970       | Frank Matich                                                                   | McLaren-Holden                                                                 | Warwick Farm                                                                   | Resultados                                                                     |
| 1971       | Frank Matich (2)                                                               | Matich-Holden                                                                  | Warwick Farm                                                                   | Resultados                                                                     |
| 1972       | Graham McRae                                                                   | Leda-Chevrolet                                                                 | Sandown                                                                        | Resultados                                                                     |
| 1973       | Graham McRae (2)                                                               | McRae-Chevrolet                                                                | Sandown                                                                        | Resultados                                                                     |
| 1974       | Max Stewart                                                                    | Lola-Chevrolet                                                                 | Oran Park                                                                      | Resultados                                                                     |
| 1975       | Max Stewart (2)                                                                | Lola-Chevrolet                                                                 | Surfers Paradise                                                               | Resultados                                                                     |
| 1976       | John Goss                                                                      | Matich-Holden                                                                  | Sandown                                                                        | Resultados                                                                     |
| 1977       | Warwick Brown                                                                  | Lola-Chevrolet                                                                 | Oran Park                                                                      | Resultados                                                                     |
| 1978       | Graham McRae (3)                                                               | McRae-Chevrolet                                                                | Sandown                                                                        | Resultados                                                                     |
| 1979       | Johnnie Walker                                                                 | Lola-Chevrolet                                                                 | Wanneroo                                                                       | Resultados                                                                     |
| 1980       | Alan Jones                                                                     | Lola-Chevrolet                                                                 | Calder Park                                                                    | Resultados                                                                     |
| 1981       | Roberto Moreno                                                                 | Ralt-Cosworth                                                                  | Calder Park                                                                    | Resultados                                                                     |
| 1982       | Alain Prost                                                                    | Ralt-Cosworth                                                                  | Calder Park                                                                    | Resultados                                                                     |
| 1983       | Roberto Moreno (2)                                                             | Ralt-Cosworth                                                                  | Calder Park                                                                    | Resultados                                                                     |
| 1984       | Roberto Moreno (3)                                                             | Ralt-Cosworth                                                                  | Calder Park                                                                    | Resultados                                                                     |
| 1985       | Keke Rosberg                                                                   | Williams-Honda                                                                 | Adelaida                                                                       | Resultados                                                                     |
| 1986       | Alain Prost (2)                                                                | McLaren-TAG                                                                    | Adelaida                                                                       | Resultados                                                                     |
| 1987       | Gerhard Berger                                                                 | Ferrari                                                                        | Adelaida                                                                       | Resultados                                                                     |
| 1988       | Alain Prost (3)                                                                | McLaren-Honda                                                                  | Adelaida                                                                       | Resultados                                                                     |
| 1989       | Thierry Boutsen                                                                | Williams-Renault                                                               | Adelaida                                                                       | Resultados                                                                     |
| 1990       | Nelson Piquet                                                                  | Benetton-Ford                                                                  | Adelaida                                                                       | Resultados                                                                     |
| 1991       | Ayrton Senna                                                                   | McLaren-Honda                                                                  | Adelaida                                                                       | Resultados                                                                     |
| 1992       | Gerhard Berger (2)                                                             | McLaren-Honda                                                                  | Adelaida                                                                       | Resultados                                                                     |
| 1993       | Ayrton Senna (2)                                                               | McLaren-Ford                                                                   | Adelaida                                                                       | Resultados                                                                     |
| 1994       | Nigel Mansell                                                                  | Williams-Renault                                                               | Adelaida                                                                       | Resultados                                                                     |
| 1995       | Damon Hill                                                                     | Williams-Renault                                                               | Adelaida                                                                       | Resultados                                                                     |
| 1996       | Damon Hill (2)                                                                 | Williams-Renault                                                               | Albert Park                                                                    | Resultados                                                                     |
| 1997       | David Coulthard                                                                | McLaren-Mercedes                                                               | Albert Park                                                                    | Resultados                                                                     |
| 1998       | Mika Häkkinen                                                                  | McLaren-Mercedes                                                               | Albert Park                                                                    | Resultados                                                                     |
| 1999       | Eddie Irvine                                                                   | Ferrari                                                                        | Albert Park                                                                    | Resultados                                                                     |
| 2000       | Michael Schumacher                                                             | Ferrari                                                                        | Albert Park                                                                    | Resultados                                                                     |
| 2001       | Michael Schumacher (2)                                                         | Ferrari                                                                        | Albert Park                                                                    | Resultados                                                                     |
| 2002       | Michael Schumacher (3)                                                         | Ferrari                                                                        | Albert Park                                                                    | Resultados                                                                     |
| 2003       | David Coulthard (2)                                                            | McLaren-Mercedes                                                               | Albert Park                                                                    | Resultados                                                                     |
| 2004       | Michael Schumacher (4)                                                         | Ferrari                                                                        | Albert Park                                                                    | Resultados                                                                     |
| 2005       | Giancarlo Fisichella                                                           | Renault                                                                        | Albert Park                                                                    | Resultados                                                                     |
| 2006       | Fernando Alonso                                                                | Renault                                                                        | Albert Park                                                                    | Resultados                                                                     |
| 2007       | Kimi Räikkönen                                                                 | Ferrari                                                                        | Albert Park                                                                    | Resultados                                                                     |
| 2008       | Lewis Hamilton                                                                 | McLaren-Mercedes                                                               | Albert Park                                                                    | Resultados                                                                     |
| 2009       | Jenson Button                                                                  | Brawn-Mercedes                                                                 | Albert Park                                                                    | Resultados                                                                     |
| 2010       | Jenson Button (2)                                                              | McLaren-Mercedes                                                               | Albert Park                                                                    | Resultados                                                                     |
| 2011       | Sebastian Vettel                                                               | Red Bull-Renault                                                               | Albert Park                                                                    | Resultados                                                                     |
| 2012       | Jenson Button (3)                                                              | McLaren-Mercedes                                                               | Albert Park                                                                    | Resultados                                                                     |
| 2013       | Kimi Räikkönen (2)                                                             | Lotus-Renault                                                                  | Albert Park                                                                    | Resultados                                                                     |
| 2014       | Nico Rosberg                                                                   | Mercedes                                                                       | Albert Park                                                                    | Resultados                                                                     |
| 2015       | Lewis Hamilton (2)                                                             | Mercedes                                                                       | Albert Park                                                                    | Resultados                                                                     |
| 2016       | Nico Rosberg (2)                                                               | Mercedes                                                                       | Albert Park                                                                    | Resultados                                                                     |
| 2017       | Sebastian Vettel (2)                                                           | Ferrari                                                                        | Albert Park                                                                    | Resultados                                                                     |
| 2018       | Sebastian Vettel (3)                                                           | Ferrari                                                                        | Albert Park                                                                    | Resultados                                                                     |
| 2019       | Valtteri Bottas                                                                | Mercedes                                                                       | Albert Park                                                                    | Resultados                                                                     |
| 2020- 2021 | No se disputó debido a las restricciones impuestas por la pandemia de COVID-19 | No se disputó debido a las restricciones impuestas por la pandemia de COVID-19 | No se disputó debido a las restricciones impuestas por la pandemia de COVID-19 | No se disputó debido a las restricciones impuestas por la pandemia de COVID-19 |
| 2022       | Charles Leclerc                                                                | Ferrari                                                                        | Albert Park                                                                    | Resultados                                                                     |
| 2023       | Max Verstappen                                                                 | Red Bull-Honda RBPT                                                            | Albert Park                                                                    | Resultados                                                                     |
| 2024       | Carlos Sainz Jr.                                                               | Ferrari                                                                        | Albert Park                                                                    | Resultados                                                                     |
| 2025       | Lando Norris                                                                   | McLaren-Mercedes                                                               | Albert Park                                                                    | Resultados                                                                     |

## Estadísticas

### Pilotos con más victorias
| Victorias | Piloto               | Años                   |
| --------- | -------------------- | ---------------------- |
| 4         | Michael Schumacher   | 2000, 2001, 2002, 2004 |
| 3         | Jenson Button        | 2009, 2010, 2012       |
| 3         | Sebastian Vettel     | 2011, 2017, 2018       |
| 2         | Alain Prost          | 1986, 1988             |
| 2         | Gerhard Berger       | 1987, 1992             |
| 2         | Ayrton Senna         | 1991, 1993             |
| 2         | Damon Hill           | 1995, 1996             |
| 2         | David Coulthard      | 1997, 2003             |
| 2         | Kimi Räikkönen       | 2007, 2013             |
| 2         | Lewis Hamilton       | 2008, 2015             |
| 2         | Nico Rosberg         | 2014, 2016             |
| 1         | Keke Rosberg         | 1985                   |
| 1         | Thierry Boutsen      | 1989                   |
| 1         | Nelson Piquet        | 1990                   |
| 1         | Nigel Mansell        | 1994                   |
| 1         | Mika Häkkinen        | 1998                   |
| 1         | Eddie Irvine         | 1999                   |
| 1         | Giancarlo Fisichella | 2005                   |
| 1         | Fernando Alonso      | 2006                   |
| 1         | Valtteri Bottas      | 2019                   |
| 1         | Charles Leclerc      | 2022                   |
| 1         | Max Verstappen       | 2023                   |
| 1         | Carlos Sainz Jr.     | 2024                   |
| 1         | Lando Norris         | 2025                   |

### Constructores con más victorias
| Victorias | Constructor | Años                                                                   |
| --------- | ----------- | ---------------------------------------------------------------------- |
| 12        | McLaren     | 1986, 1988, 1991, 1992, 1993, 1997, 1998, 2003, 2008, 2010, 2012, 2025 |
| 11        | Ferrari     | 1987, 1999, 2000, 2001, 2002, 2004, 2007, 2017, 2018, 2022, 2024       |
| 5         | Williams    | 1985, 1989, 1994, 1995, 1996                                           |
| 4         | Mercedes    | 2014, 2015, 2016, 2019                                                 |
| 2         | Renault     | 2005, 2006                                                             |
| 2         | Red Bull    | 2011, 2023                                                             |
| 1         | Benetton    | 1990                                                                   |
| 1         | Brawn       | 2009                                                                   |
| 1         | Lotus       | 2013                                                                   |

### Motores con más victorias
| Victorias | Motor    | Años                                                                   |
| --------- | -------- | ---------------------------------------------------------------------- |
| 12        | Mercedes | 1997, 1998, 2003, 2008, 2009, 2010, 2012, 2014, 2015, 2016, 2019, 2025 |
| 11        | Ferrari  | 1987, 1999, 2000, 2001, 2002, 2004, 2007, 2017, 2018, 2022, 2024       |
| 8         | Renault  | 1989, 1994, 1995, 1996, 2005, 2006, 2011, 2013                         |
| 5         | Honda    | 1985, 1988, 1991, 1992, 2023                                           |
| 2         | Ford     | 1990, 1993                                                             |
| 1         | TAG      | 1986                                                                   |

## Galería

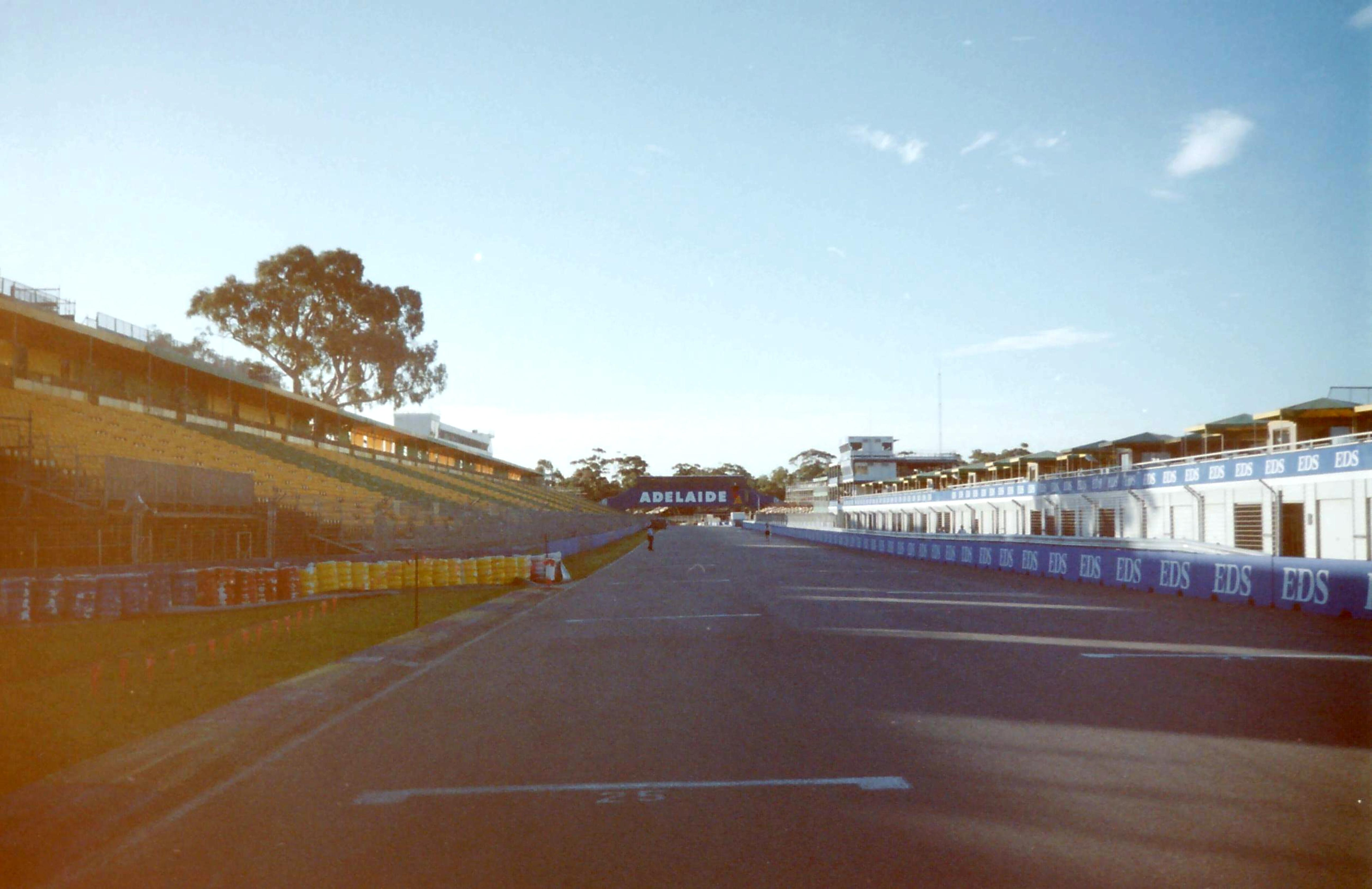
Recta principal de Adelaida previo al Gran Premio de Australia de 1995
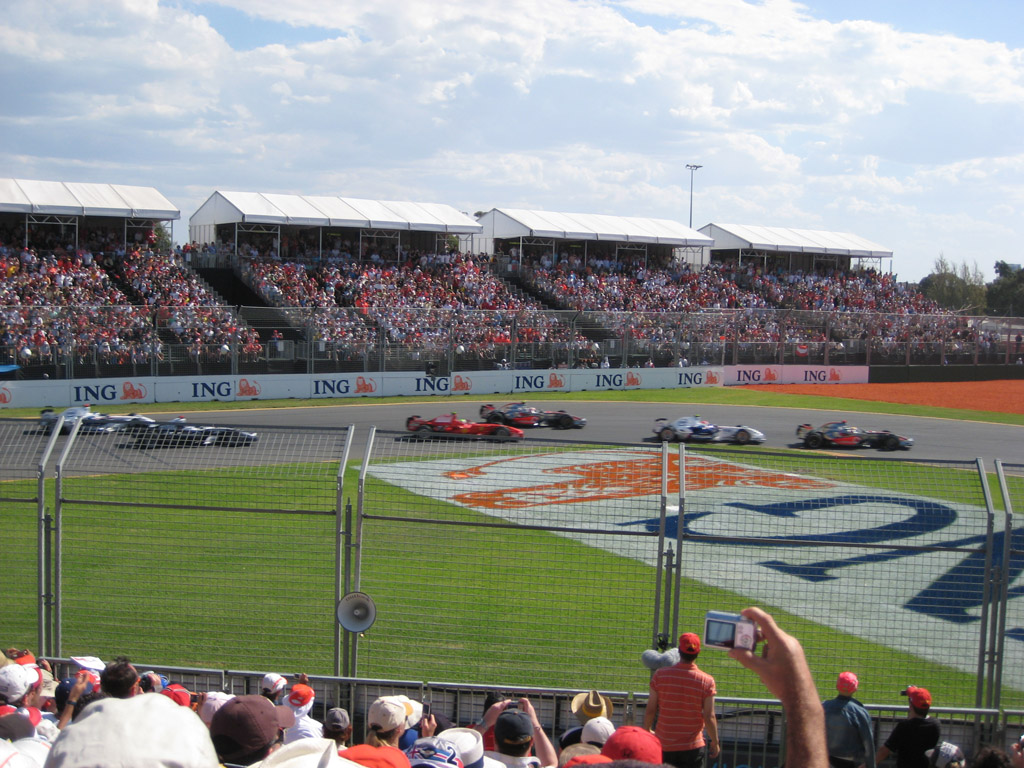
Largada del Gran Premio de Australia de 2008
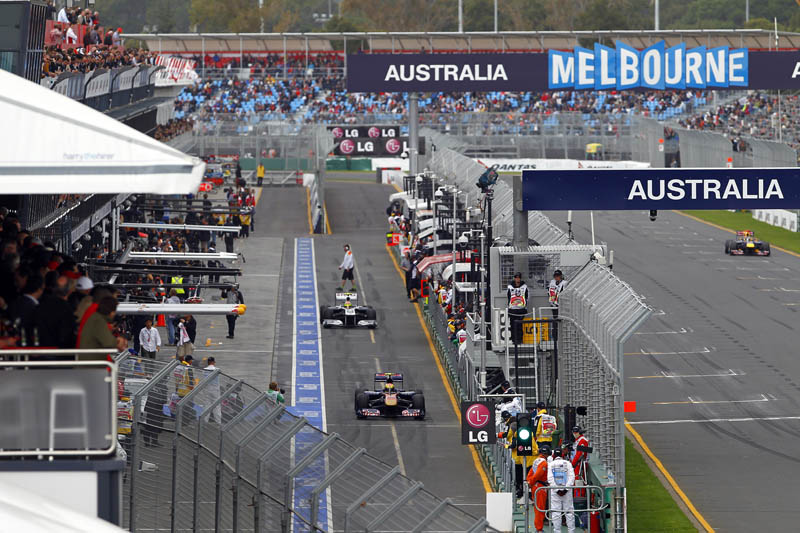
Calle de boxes y recta principal de Melbourne en 2011
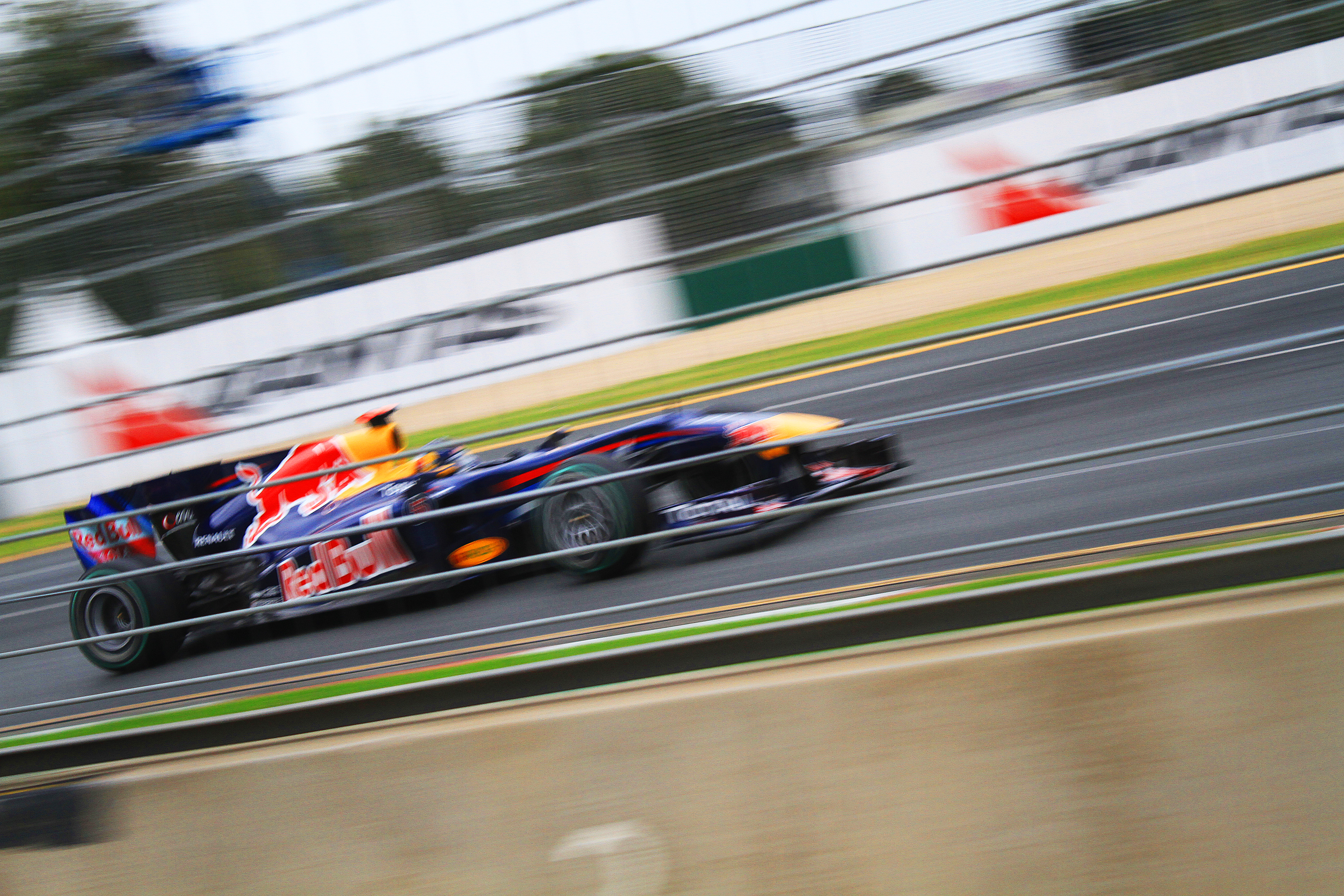
Red Bull de Sebastian Vettel en 2010